# Armadillo moncayotus
Armadillo moncayotus is een pissebed uit de familie Armadillidae. De wetenschappelijke naam van de soort is voor het eerst geldig gepubliceerd in 1999 door Mattern.